# 野黄豆
野黄豆（学名：Teramnus labialis），又名软荚豆、钩豆，为豆科钩豆属下的一个种。常生于低海拔至中海拔的稀疏灌丛和荒地。产台湾南部和海南。印度、斯里兰卡、泰国、柬埔寨、老挝、越南、印度尼西亚和菲律宾亦有分布。